# Ruffiniho pravidlo
V lineární algebře Ruffiniho pravidlo dovoluje dělit jednoduchým způsobem jakýkoliv polynom polynomem prvního řádu ve formě (x-a). Pravidlo popsal italský matematik Paolo Ruffini v roce 1809. 

## Algoritmus
Ruffiniho pravidlo stanovuje metodu dělení polynomu
{\displaystyle P(x)=a_{n}x^{n}+a_{n-1}x^{n-1}+\cdots +a_{1}x+a_{0}}
polynomem
{\displaystyle A(x)=x-r}
pro dosažení vysledku
{\displaystyle Q(x)=b_{n-1}x^{n-1}+b_{n-2}x^{n-2}+\cdots +b_{1}x+b_{0}}
a zbytek R, což je konstanta, případně nula.
Algoritmus není nic jiného než dělení polynomu P(x) lomeno A(x), ovšem zapsáno ve zjednodušené formě.
Pro dělení P(x) lomeno A(x) postupujeme takto:
1. Vezmeme koeficienty P(x) a zapíšeme je do prvního řádku v pořadí podle mohutnosti x. Do druhého řádku před svislou čáru zapíšeme  r  (konstanta polynomu A(x)):
{\displaystyle {\begin{array}{c|c c c c|c}&a_{n}&a_{n-1}&\dots &a_{1}&a_{0}\\r&&&&&\\\hline &&&&&\\\end{array}}}
2. Zkopírujeme koeficient (an) dolů pod čáru:
{\displaystyle {\begin{array}{c|c c c c|c}&a_{n}&a_{n-1}&\dots &a_{1}&a_{0}\\r&&&&&\\\hline &a_{n}&&&&\\&=b_{n-1}&&&&\end{array}}}
3. Vynásobíme nejpravější číslo z těch, co jsou pod čarou, krát r a výsledek zapíšeme do řádku nad čarou o jednu pozici vpravo:
{\displaystyle {\begin{array}{c|c c c c|c}&a_{n}&a_{n-1}&\dots &a_{1}&a_{0}\\r&&b_{n-1}\cdot r&&&\\\hline &a_{n}&&&&\\&=b_{n-1}&&&&\end{array}}}
4. Sečteme tuto hodnotu s hodnotou nad ní a výsledek zapíšeme pod čáru:
{\displaystyle {\begin{array}{c|c c c c|c}&a_{n}&a_{n-1}&\dots &a_{1}&a_{0}\\r&&b_{n-1}\cdot r&&&\\\hline &a_{n}&b_{n-1}\cdot r+a_{n-1}&&&\\&=b_{n-1}&=b_{n-2}&&&\end{array}}}
5. Opakujeme operaci dokud nedojdeme na konec tabulky
{\displaystyle {\begin{array}{c|c c c c|c}&a_{n}&a_{n-1}&\dots &a_{1}&a_{0}\\r&&b_{n-1}\cdot r&\dots &b_{1}\cdot r&b_{0}\cdot r\\\hline &a_{n}&b_{n-1}\cdot r+a_{n-1}&\dots &b_{1}\cdot r+a_{1}&a_{0}+b_{0}\cdot r\\&=b_{n-1}&=b_{n-2}&\dots &=b_{0}&=R\\\end{array}}}

Hodnoty
{\displaystyle b_{n-1},b_{n-2},\dots ,b_{0}}
jsou koeficienty výsledky Q(x), jehož řád je o jedno menší než řád P(x). R je zbytek po dělení a je to konstanta (není to funkce x).

## Příklady

### Dělení polynomem (x − r)
Mějme
{\displaystyle \,P(x)=2x^{3}-5x^{2}-x+6}
{\displaystyle \,A(x)=x+1}
Chceme vydělit P(x) lomeno A(x) s použitím Ruffiniho pravidla. První problém je v tom, že A(x) není ve formě (x − r), ale (x + r). To ovšem není vážný problém, stačí zapsat A(x) jako
{\displaystyle A(x)=x+1=x-(-1)}
Jdeme na to:
1. Zapíšeme koeficienty P(x) a r:
{\displaystyle {\begin{array}{c| c c c |c}&+2&-5&-1&+6\\-1&&&&\\\hline &&&&\\\end{array}}}
2. Zkopírujeme první koeficient dolů:
{\displaystyle {\begin{array}{c| c c c |c}&+2&-5&-1&+6\\-1&&&&\\\hline &+2&&&\\\end{array}}}
3. Vynásobíme nejpravější číslo pod čarou krát r a výsledek zapíšeme do následující pozice nad čarou:
{\displaystyle {\begin{array}{c| c c c |c}&+2&-5&-1&+6\\-1&&-2&&\\\hline &+2&&&\\\end{array}}}
4. Sečteme hodnoty ve druhém sloupci, výsledek zapíšeme pod čáru:
{\displaystyle {\begin{array}{c| c c c |c}&+2&-5&-1&+6\\-1&&-2&&\\\hline &+2&-7&&\\\end{array}}}
5. Opakujeme body 3 a 4 dokud nedojdeme na konec tabulky:
{\displaystyle {\begin{array}{c| c c c |c}&+2&-5&-1&+6\\-1&&-2&7&-6\\\hline &+2&-7&+6&0\\\end{array}}}

Dostali jsme tedy výsledek, pro který platí:
{\displaystyle P(x)=A(x)\cdot Q(x)+R}
kde
{\displaystyle Q(x)=2x^{2}-7x+6}
{\displaystyle R=0}.

### Dělení polynomem (ax−k)
Aplikací jednoduché transformace můžeme použít Ruffiniho pravidlo i pro polynomy ve tvaru {\displaystyle A(x)=ax-k}. 
{\displaystyle P(x)=(ax-k)\cdot Q(x)+R(x)}
Bude stačit vydělit všechno koeficientem a, který je vždy různý od nuly (jinak by to nebyl polynom).
{\displaystyle {\frac {P(x)}{a}}={\frac {(ax-k)\cdot Q(x)}{a}}+{\frac {R(x)}{a}}}
Nechť {\displaystyle P(x)/a=P'(x)} a {\displaystyle R(x)/a=R'(x)}, dostaneme:
{\displaystyle P'(x)=(x-{\frac {k}{a}})\cdot Q(x)+R'(x)}
Takže {\displaystyle Q(x)} je též výsledek dělení {\displaystyle P'(x)} lomeno {\displaystyle (x-k/a)}, který se vyřeší výše uvedeným algoritmem. Abychom dostali zbytek {\displaystyle R(x)} bude stačit vynásobit zbytek který jsme dostali {\displaystyle R'(x)} krát {\displaystyle a}.